# Nihon ryōiki
Nihon ryōiki (日本霊異記?, Cronache soprannaturali e straordinarie del Giappone) è una raccolta di setsuwa del periodo Heian. Sono stati scritti da Kyōkai, un monaco buddista del monastero di Yakushi-ji tra all'incirca il 787 e l'824 ed è la raccolta di setsuwa buddisti più antica del Giappone. Si tratta dunque di un testo fondamentale per stile e contenuto a cui si rifaranno le raccolte successive e anticipa anche tutta la narrativa giapponese. L'opera è divisa in tre libri e contiene centosedici racconti di miracoli e prodigi avvenuti in Giappone, raccolti in ordine cronologico dal regno del sovrano Yūryaku a quello di Saga (809-823).

## Titolo
Spesso abbreviato come Nihon ryōiki, il nome completo dell'opera è Nihonkoku genpō zen'aku ryōiki (日本国現報善悪霊異記?), tradotto come "Cronache soprannaturali e straordinarie del Giappone sulla retribuzione in vita per il bene o il male commessi". Il titolo può essere letto anche come Nihon reiiki.

## Contenuti
L'opera è composta da tre parti contenenti tre volumi. Ogni volume comincia con una prefazione, l'ultimo volume contiene un epilogo. Viene raccontato un totale di 116 storie, contenenti elementi buddisti. In totale possiamo contare nove poemi. Gli aneddoti raccolti nell'opera sono concepiti per indottrinare sulle virtù del buddismo, con esempi negativi o positivi. Nessuno sfugge alla punizione, ricco o povero, nobile o plebeo, ma allo stesso modo a nessuno viene negata la benevolenza di Buddha. In particolare l'intento dell'autore è di convincere i suoi contemporanei dell'implacabilità della legge di retribuzione dei meriti secondo la quale ogni atto compiuto nelle vite precedenti avrà conseguenze non solo sulle vite future ma anche su quella attuale.

## Libro primo

### 1.1 La cattura del dio del tuono
Narra la storia di Chiisakobe no Sugaru, il ministro più fidato del sovrano Yūryaku. Un giorno accidentalmente Sugaru interruppe l'imperatore durante un incontro con sua moglie, l'imperatore irritato chiese dunque a Sugaru di condurre da lui il dio del tuono. Sugaru subito lasciò la reggia e andò alla ricerca del Dio. Arrivato all'incrocio di Karu no Morokoshi invocò il dio del tuono dicendogli che il sovrano lo stava chiamando e dicendogli che nonostante fosse un dio non poteva ignorare un invito del sovrano. Finalmente il tuono si presentò e Sugaru lo fece scortare alla reggia. Lì il sovrano gli tributò numerose offerte e in seguito lo fece scortare nel luogo in cui si era presentato, ora chiamato collina del tuono. Passò il tempo e Sugaru morì. Il sovrano per premiare la sua fedeltà gli fece costruire un mausoleo sulla collina del tuono, con una stele funeraria che recitava:"Tomba di Sugaru, che catturò il tuono". Il Tuono non accettò la cosa e scese sulla terra distruggendo la stele, ma facendolo rimase intrappolato nelle macerie. Il sovrano lo fece salvare e ordinò un'altra stele su cui fu scritto:"Tomba di Sugaru, che catturò il tuono da vivo e da morto". Questa è l'antica origine del toponimo "Collina del Tuono".

### 1.2 Prende in moglie una volpe e ne ha un figlio
Al tempo di Kinmei, un uomo partì per cercare moglie e si imbatté in una bella ragazza che stava cercando marito, così i due si sposarono. Passò il tempo e la donna partorì un figlio, lo stesso anno anche la cagna partorì un cucciolo. Quest'ultimo ogni volta che vedeva la padrona le abbaiava e la inseguiva terrorizzandola. Lei spaventata chiese al marito di ucciderlo ma lui ne ebbe pietà. Un giorno il cane corse dietro la padrona e quasi la morse. Lei, spaventata, per sfuggirgli si trasforma in volpe e salta sulla stia per i polli. Il marito vide la scena e la invitò a dormire con lui. Lei rispondendo al richiamo del marito tornò a dormire con lui, per questo motivo fu chiamata Kitsune, che significa "vieni a dormire". Poi se ne andò via. Il suo sposo le canto una poesia d'amore: 
"Sono schiavo d'amore
per causa tua.
Mi sei apparsa per un istante,
come luce che si sprigiona da un gioiello,
e sei andata via".
Il loro bambino fu chiamato Kitsune, era dotato di grande forza fisica e diventò il capostipite della famiglia dei Kitsune no Atae della provincia di Mino.

### 1.3 Il bambino dalla forza prodigiosa nato per volere del tuono
Al tempo di Bidatsu viveva un contadino. Un giorno mentre irrigava le risaie iniziò a piovere e lui si riparò sotto un albero e conficcò il suo bastone di ferro nel terreno. Rimbombò il tuono e cadde proprio davanti a lui, prendendo l'aspetto di un fanciullo. Il contadino fece per colpirlo con il bastone ma il fanciullo gli chiese di fermarsi. A questo punto il contadino chiese cosa potesse avere in cambio e il Tuono rispose che gli avrebbe dato un figlio. Qualche tempo dopo al contadino nacque un bimbo con un serpente avvolto per due volte intorno alla testa. 
Il bambino crebbe e quando aveva all'incirca dieci anni venne a sapere che a corte si trovava un uomo dalla forza straordinaria, e volendo confrontarsi con lui andò alla capitale. Il giovane dalla forza straordinaria era un principe. Questo principe un giorno uscì di casa, prese un masso grande più di otto piedi e lo lanciò. Il ragazzo capendo che questo fosse il giovane dalla forza straordinaria quella sera tornò e lanciò il masso di un piede più lontano. Quando il principe se ne accorse provò di nuovo a lanciarlo ma non riuscì a superare il suo primo tiro. Il ragazzo quella notte lo lanciò di nuovo superando il principe di due piedi. Questa cosa si ripeté ancora il giorno successivo e il ragazzo superò il principe di tre piedi ma lasciò le sue impronte. Il principe capì che dovevano essere del ragazzo che era da poco venuto ad abitare nelle vicinanze e tentò di catturarlo ma il ragazzo riuscì a scappare.
Tempo dopo il ragazzo entrò al monastero di Gangō-ji come accolito. In quei tempi, ogni giorno moriva qualcuno nella sala della campana. Il ragazzo affermò di sapere come fermare le morti e fece posizionare quattro lanterne ai quattro angoli della sala e davanti alle lanterne fece posizionare quattro uomini ai quali ordinò di aprire gli schermi delle lanterne, quando lui avesse catturato il demone responsabile delle morti. Si fece notte e il demone si presentò, il ragazzo lo prese per i capelli, il demone riuscì a scappare ma lasciò lo scalpo nelle mani del ragazzo. La mattina seguente i monaci insieme al ragazzo seguirono le tracce di sangue lasciate dal demone e raggiunsero la tomba dove era seppellito un servo malvagio del monastero. 
Passò il tempo e il ragazzo divenne un fratello laico del monastero Gangō-ji. Il monastero possedeva delle risaie ma dei principi avevano deviato il corso d'acqua e queste si stavano seccando. Per risolvere il problema il ragazzo si costruì un aratro che poteva essere mosso solo dalla forza di dieci uomini e lo infisse all'imbocco dei corso d'acqua. I principi però lo spostarono. Così il ragazzo prese un masso, che nemmeno cento uomini sarebbero riusciti a spostare e lo riposizionò all'imbocco del corso d'acqua. I principi impauriti dalla sua forza decisero di arrendersi e i monaci gli concessero di prendere i voti. Gli diedero il nome di Dōjō. Era evidente che era dotato di una tale forza perché nelle vite precedenti aveva compiuto del bene.

### 1.4 Le doti straordinarie del principe Shōtoku
Il principe Shōtoku era il figlio del sovrano Yomei e divenne principe ereditario al tempo della sovrana Suiko. Aveva tre nomi: Umayado no Toyotomimi, Shōtoku e Kamitsumiya. Fu chiamato "Umayado" perché nacque con la testa rivolta verso le scuderie (厩戸 umayado) e Toyotonimi (豊聡耳), ossia "Dalle molte orecchie", in quanto riusciva ad ascoltare le petizioni di dieci uomini contemporaneamente. La sua condotta era pari a quella di un monaco eminente, e beneficò gli esseri umani promuovendo la diffusione del buddismo. Istituì anche il sistema dei ranghi di corte e per questo gli fu dato il nome Shōtoku (聖徳), ossia "virtù eccelsa". Infine fu chiamato Kamitsumiya (上宮) dal nome della sua residenza. 

Un giorno il principe si mise in viaggio per un giro di ispezione e vide un mendicante malato che giaceva sul lato della strada. Il principe scese dal palanchino e si tolse la veste per coprirlo, poi ripartì. Terminata l'ispezione tornò e vide la veste appesa a un ramo, ma non c'era più il mendicante. Il principe, tra lo sgomento dei suoi accompagnatori, prese la veste e la indossò nuovamente. In seguito il principe venne a sapere che il mendicante era morto altrove ed inviò dei funzionari a costruirgli la tomba. Tempo dopo mandò un funzionario a controllare se la tomba fosse ancora sigillata, ma nonostante il sepolcro fosse sigillato all'interno non trovo nessun corpo solamente una poesia che recitava:
"Fino a che, incessante,
continuerà a scorrere
il torrente Tomi a Ikaruga,
mai dimenticherò
il nome del mio signore".
È evidente che solo un santo sa riconoscere un altro santo. L'uomo comune giudica gli altri solo dalla loro apparenza ma un santo percepisce ciò che è nascosto e miracoloso.
Ensei, discepolo del reverendo Shaku, era un monaco di Baekje. Viveva al monastero di Takamiya, nella provincia di Yamato. Lì viveva anche un monaco chiamato Gangaku. Notando dei comportamenti strani un discepolo di Ensei decise di spiarlo creando un buco nel muro della sua cella e lo vide risplendere di luce, lo riferì al maestro che lo zittì. Un giorno Gangaku morì improvvisamente. Il discepolo lo fece cremare e seppellì le sue ceneri. In seguito si trasferì nella provincia di Ōmi e sentì dire che lì viveva Gangaku. Andò a trovarlo e scoprì che era proprio lui. È evidente che Gangaku fosse un santo incarnato.

## Manoscritti
Esistono cinque manoscritti:
- Kōfuku-ji, 904 (Solo il primo volume, Tesoro nazionale)
- Raigō-in, del periodo Heian alto (Volumi medio e inferiore, Tesoro nazionale)
- Shinpuku-ji, periodo Kamakura (di proprietà del tempio Ōsu Kannon, volumi medio e inferiore, Bene culturale importante)
- Sanmai-in, 1214 (Volume primo, medio e inferiore)
- Famiglia Maeda, 1236 (Volume inferiore, Bene culturale importante)

Tutti i manoscritti sono incompleti. Il testo completo deve essere ricostruito dai singoli manoscritti.

## Linguistica
Il testo contiene numerose parole in man'yōgana, un'ortografia arcaica che potrebbe essere utilizzata per esprimere Jōdai Tokushu Kanazukai.